# René Guay
Ne doit pas être confondu avec Jean-René Guay.
René Guay, né le 4 septembre 1950 à Saint-Thomas-Didyme, est un ecclésiastique canadien. Il est évêque du diocèse de Chicoutimi depuis février 2018.

## Biographie
Né de Magella Tremblay et de Gérard Guay, tous deux décédés dont il est l'un des huit enfants.
Par ses études au grand séminaire de Chicoutimi, il est titulaire d'un baccalauréat en théologie de l'UQAC et d'une maîtrise en théologie de l'université Laval.
Ordonné prêtre par Marius Paré le 13 juillet 1975 dans l'église St-Thomas-Didyme, puis nommé vicaire à la paroisse Christ-Roi de Chicoutimi de 1975 à 1978, puis à la paroisse Saint-Georges de Jonquière pendant un an.
À la rentrée 1979, il rejoint l'école de langue à Antigua (Guatemala). En décembre 1979, il œuvre comme prêtre missionnaire au Chili, associé à la Société des Missions-Étrangères de Pont-Viau, dans l'archidiocèse de Santiago et dans celui de San Bernardo.
Il retourne au Québec en octobre 1992 et participe à un stage de formation spirituelle au Centre de Spiritualité Manrèse de Québec.
Nommé de 1993 à 2004 directeur spirituel du grand séminaire de Chicoutimi et membre de l'équipe pastorale de l'Établissement de détention de Chicoutimi pendant 20 ans (1995-2015), et devient en 2015 l'aumônier à l'Établissement de détention de Québec jusqu'à 2017.
Il est professeur au département des Sciences Religieuses et d'Éthique de l'université du Québec à Chicoutimi de 1995 à 2001, puis professeur à l'Institut de formation théologique et pastorale du diocèse de Chicoutimi de 2004 à 2015. En 2016, il obtient docteur en théologie pratique de l'université Laval, par sa thèse : « Lire la Bible au cœur de l'Église du Québec ».
Ses autres responsabilités l'ont amené à être animateur des agents et agentes de pastorale laïques, collaborateur au Centre de spiritualité Manrèse et au Comité des affaires sociales de l'Assemblée des évêques catholiques du Québec.
Nommé 9e évêque de Chicoutimi par le pape François le 18 novembre 2017, il est ordonné évêque le 2 février 2018 par Gérald Cyprien Lacroix.